# Dhuis (rivière)
Pour les articles homonymes, voir Dhuis.
Pour l’article ayant un titre homophone, voir Dhuy (homonymie).
La Dhuys ou Dhuis (prononcé [d̪ɥis]) est une rivière dont le cours se situe à la limite des régions Grand Est et Hauts-de-France, dans les deux départements de l'Aisne de la Marne. C'est un affluent de rive gauche du Surmelin, donc un sous-affluent de la Seine par la Marne.  

## Hydronymie
Les formes du XIIe siècle, Dois, Doys, son issus du roman dois, doy, signifiant « canal, ruisseau », le nom s'expliquerait, en langue d’oïl, par duit, « source puissante », puis par doiz (conduit d’eau, canal de moulin)[réf. nécessaire], que l'on peut rapprocher au nom de  la rivière Dhuy dans le Loiret.

## Géographie
La Dhuis est un cours d'eau de 21,4 km de long qui fait partie du bassin de la Seine. Elle prend sa source au ravin de la Dhuis dans l'ouest du département de la Marne sur la commune de Janvilliers, territoire de Corrobert. Elle se dirige tout d'abord vers le nord-ouest avant d'obliquer vers le nord au niveau d'Artonges, dans l'Aisne. Elle se jette dans le Surmelin au niveau de Celles-lès-Condé, en rive gauche, peu avant la confluence de celui-ci avec la Marne.
À Pargny-la-Dhuys, la Dhuis est captée pour alimenter l'aqueduc de la Dhuis.

### Communes et cantons traversés
La Dhuis traverse neuf communes et successivement les communes de Janvilliers, Corrobert et Montmirail dans la Marne, puis Dhuys-et-Morin-en-Brie, Pargny-la-Dhuys, Montlevon, Montigny-lès-Condé, Condé-en-Brie pour confluer avec le Surmelin à Celles-lès-Condé, à proximité de Condé-en-Brie.
Soit en termes de cantons, le Dhuis prend source dans le canton de Sézanne-Brie et Champagne, traverse et conflue dans le canton d'Essômes-sur-Marne, le tout dans les arrondissements d'Épernay et de Château-Thierry.

### Toponymes
La Dhuis a donné son hydronyme aux deux communes de Dhuys-et-Morin-en-Brie, Pargny-la-Dhuys.

### Bassin versant
Son bassin versant est de 160 km2. La Dhuis traverse les trois zones hydrographiques « Le Surmelin du confluent de la Dhuis (exclu) au confluent de la Marne (exclu) », « La Dhuis de sa source au confluent du Surmelin (exclu) », « Le Surmelin de sa source au confluent de la Dhuis (exclu) »

### Organisme gestionnaire
L'organisme gestionnaire est le « syndicat mixte Marne et Surmelin » regroupé dans l'« union des syndicats d'aménagements et de gestion des milieux aquatiques »

## Affluents
La Dhuis a douze affluents référencés dont le principal est :
- la Verdonnelle (rd[note 1]), 26 km avec cinq affluents et de rang de Strahler trois.

Les autres affluents de moins de cinq kilomètres sont tous de rang de Strahler deux ou un.
- Ru des Rieux (rg) ;
- Ru de la Borde (rd) ;
- Ru Malaine (rd) ;
- Ru Bornet (rg) ;
- Ru Forget (rg) ;
- Ru du Cour Dimanche (rg) ;
- Ravin de Beulard (rg) ;

### Rang de Strahler
Donc la Dhuis est de rang de Strahler quatre par la Verdonelle et le Fossé 01 du Bailly.

## Aménagements et écologie

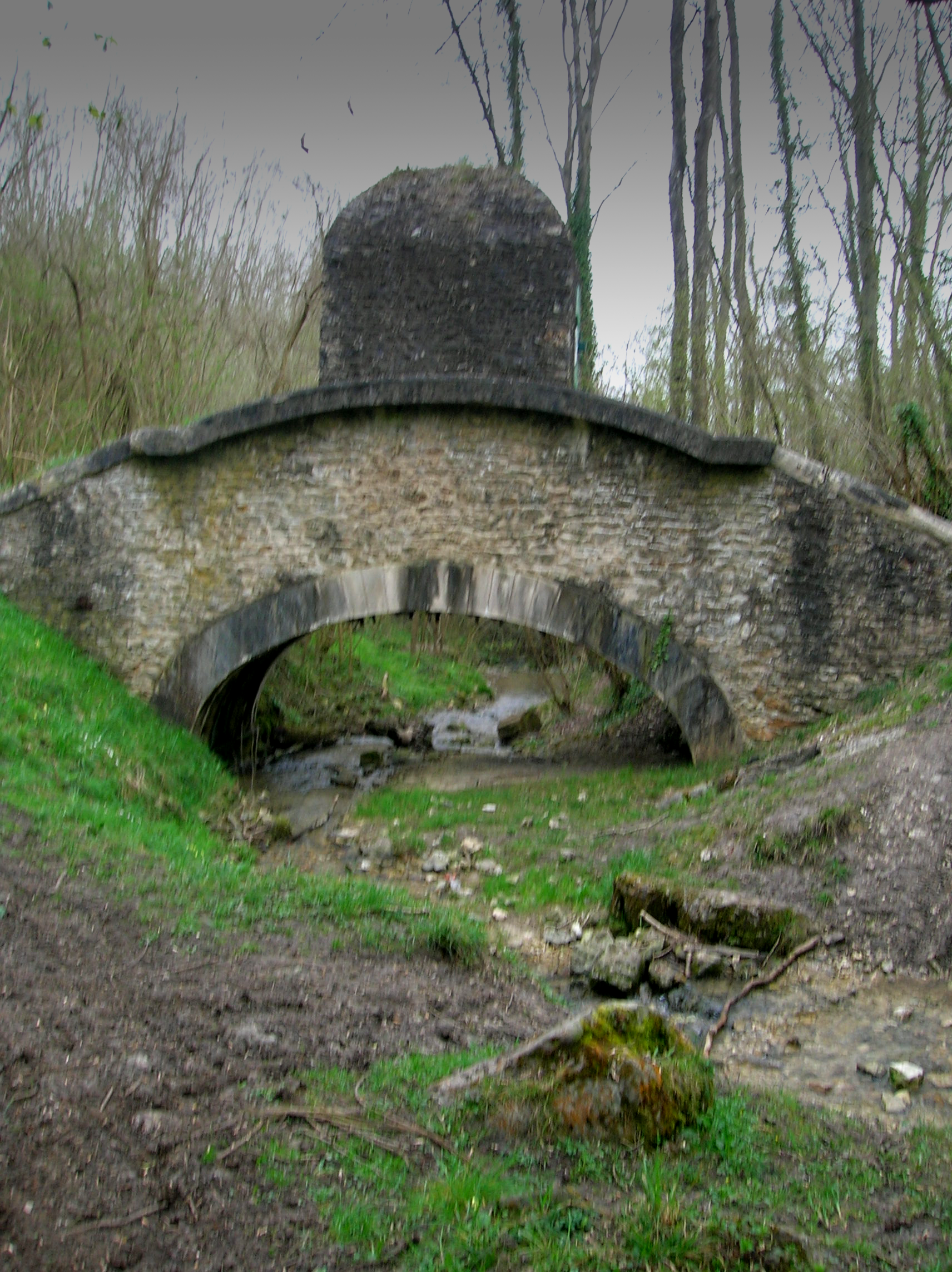
Pont et cabanon de maintenance sur l'une des conduites forcées.

### L'aqueduc de la Dhuis
En 1863, l’Aqueduc de la Dhuis, parfois écrit Aqueduc de la Dhuys, entre en fonction. Le cours de la rivière est capté à Pargny-la-Duys afin d’alimenter Paris en eau potable. Il traverse de nombreuses vallées et parcourt les 131 km qui séparent Pargny de Paris presque à l’horizontale. Il fut construit pour apporter l’eau aux Parisiens, mais il sert également aujourd’hui à fournir en eau le Parc Disneyland et l’est de la région parisienne. Il traverse le sud du département de l’Aisne, la Seine-et-Marne, la Seine-Saint-Denis (Gagny, Le Raincy, Villemomble, Rosny-sous-Bois, Noisy-le-Sec, Romainville, Montreuil-sous-Bois et Bagnolet) avant d’accéder à Paris, par la Porte de Ménilmontant, et d’aboutir au réservoir de Ménilmontant, à proximité de la place Saint-Fargeau. 
Cet aqueduc est l'œuvre de l'ingénieur Belgrand, responsable du Service des Eaux et des Égouts de Paris agissant sous l'autorité de Georges-Eugène Haussmann et à qui l'on doit aussi, entre autres, la dérivation des eaux de la Vanne, et le Réservoir de Montsouris.
L'aqueduc de la Dhuis est désormais coupé entre deux propriétaires depuis août 2016.

## Anecdotes
Selon une légende, sainte Eulalie, de passage à L'Échelle-le-Franc, aurait ordonné à son bœuf, pour pallier le manque d'eau, de frapper le sol de sa corne, et l'eau jaillit. Ainsi serait née la Dhuis.[réf. nécessaire]
La Dhuis donne son nom à plusieurs voies françaises, le long de son parcours ou de celui de son aqueduc :
- Allée de la Dhuys :
  - Seine-Saint-Denis : Gagny

- Avenue de la Dhuys :
  - Seine-Saint-Denis : Bagnolet et Montfermeil

- Impasse de la Dhuys :
  - Aisne : Pargny-la-Dhuys

- Passage de la Dhuis :
  - Seine-Saint-Denis : Montreuil

- Rue de la Dhuis :
  - Paris : 20e arrondissement
  - Seine-et-Marne : Chessy, Jouarre, Quincy-Voisins, Signy-Signets et Thorigny-sur-Marne

- Rue de la Dhuys :
  - Aisne : Crézancy et Fossoy
  - Marne : Corrobert et Poulangy
  - Seine-et-Marne : Courtry, Montry, Le Pin et Villeparisis
  - Seine-Saint-Denis : Coubron, Montreuil, Noisy-le-Sec et Rosny-sous-Bois

À Paris, la rue de la Dhuis est située dans le 20e arrondissement, à proximité du réservoir de Ménilmontant. À l'instar de la rivière éponyme qui se jette dans le Surmelin, la rue de la Dhuis conflue avec la rue du Surmelin.
Elle donne aussi son nom à une station du métro de Paris, La Dhuys, sur la ligne 11, ainsi baptisée parce qu'elle se trouve à proximité de la rue de la Dhuys à Noisy-le-Sec.
Un bateau d'intervention (ESAV) des sapeurs-pompiers de Paris porte également ce nom.